# Tenthredo olivacea
Tenthredo olivacea är en stekelart som beskrevs av Johann Christoph Friedrich Klug 1817. Tenthredo olivacea ingår i släktet Tenthredo, och familjen bladsteklar. Arten är reproducerande i Sverige.